# Menjagrà de les Petites Antilles
El menjagrà de les Petites Antilles (Loxigilla noctis) és una espècie d'ocell de la família dels tràupids. Viu a altituds de fins a 900 msnm a les Petites Antilles (Anguilla, Antigua i Barbuda, Bonaire, Sint Eustatius i Saba, Dominica, Grenada, Guadalupe, les Illes Verges, Martinica, Montserrat, Puerto Rico, Saint Christopher i Nevis, Saint Lucia, Sant Martí i Saint Vincent i les Grenadines). És una espècie en risc mínim, és a dir, no sembla que hi hagi cap amenaça significativa per a la seva supervivència. El seu nom específic, noctis, significa 'de la nit' en llatí.